# Premierzy Węgier

## Lista premierów Węgier

### Rząd Rewolucyjny (1848-1849)
| Osoba   | Osoba   | Osoba                        | Kadencja            | Kadencja            | Partia polityczna | Rząd                   |
| #       | Portret | Imię i nazwisko              | Od                  | Do                  | Partia polityczna | Rząd                   |
| ------- | ------- | ---------------------------- | ------------------- | ------------------- | ----------------- | ---------------------- |
| Premier |         |                              |                     |                     |                   |                        |
| 1       |         | Lajos Batthyány (1807–1849)  | 17 marca 1848       | 2 października 1848 | Partia Opozycyjna | Rząd Lajosa Batthyány  |
| -       |         | Ádám Récsey (1775–1852)      | 3 października 1848 | 7 października 1848 | Bezpartyjny       |                        |
| 2       |         | Lajos Kossuth (1802–1894)    | 2 października 1848 | 1 maja 1849         | Partia Opozycyjna | Rząd Kossutha          |
| 3       |         | Bertalan Szemere (1812–1869) | 2 maja 1849         | 11 sierpnia 1849    | Partia Opozycyjna | Rząd Bertalana Szemere |

1. ↑  Nie utworzył rządu.

### Królestwo Węgier
| Osoba                           | Osoba   | Osoba                              | Kadencja             | Kadencja             | Partia polityczna             | Rząd                                 |
| #                               | Portret | Imię i nazwisko                    | Od                   | Do                   | Partia polityczna             | Rząd                                 |
| ------------------------------- | ------- | ---------------------------------- | -------------------- | -------------------- | ----------------------------- | ------------------------------------ |
| Premierzy Zalitawii (1867-1918) |         |                                    |                      |                      |                               |                                      |
| 1                               |         | Gyula Andrássy (1823–1890)         | 17 lutego 1867       | 14 listopada 1871    | Partia Deáka                  | Rząd Gyuli Andrássyego               |
| 2                               |         | Menyhért Lónyay (1822–1884)        | 14 listopada 1871    | 4 grudnia 1872       | Partia Deáka                  | Rząd Menyhérta Lónyaya               |
| 3                               |         | József Szlávy (1818–1900)          | 4 grudnia 1872       | 21 marca 1874        | Partia Deáka                  | Rząd Józsefa Szlávy                  |
| 4                               |         | István Bittó (1822–1903)           | 21 marca 1874        | 2 marca 1875         | Partia Deáka                  | Rząd Istvána Bittó                   |
| 5                               |         | Béla Wenckheim (1811–1879)         | 2 marca 1875         | 20 października 1875 | Partia Liberalna              | Rząd Béli Wenckheima                 |
| 6                               |         | Kálmán Tisza (1830–1902)           | 20 października 1875 | 13 marca 1890        | Partia Liberalna              | Rząd Kálmána Tiszy                   |
| 7                               |         | Gyula Szapáry (1832–1905)          | 13 marca 1890        | 17 listopada 1892    | Partia Liberalna              | Rząd Gyuli Szapáry                   |
| 8                               |         | Sándor Wekerle (1848–1921)         | 17 listopada 1892    | 14 stycznia 1895     | Partia Liberalna              | Pierwszy rząd Sándora Wekerle        |
| 9                               |         | Dezső Bánffy (1843–1911)           | 14 stycznia 1895     | 26 lutego 1899       | Partia Liberalna              | Rząd Dezső Bánffy                    |
| 10                              |         | Kálmán Széll (1843–1915)           | 26 lutego 1899       | 27 czerwca 1903      | Partia Liberalna              | Rząd Kálmána Széll                   |
| 11                              |         | Károly Khuen-Héderváry (1849–1918) | 27 czerwca 1903      | 3 listopada 1903     | Partia Liberalna              | Pierwszy rząd Károla Khuen-Héderváry |
| 12                              |         | István Tisza (1861–1918)           | 3 listopada 1903     | 18 czerwca 1905      | Partia Liberalna              | Pierwszy rząd Istvána Tiszy          |
| 13                              |         | Géza Fejérváry (1833–1914)         | 18 czerwca 1905      | 8 kwietnia 1906      | Bezpartyjny                   | Rząd Gézy Fejérváry                  |
| 14                              |         | Sándor Wekerle (1848–1921)         | 8 kwietnia 1906      | 17 stycznia 1910     | Narodowa Partia Konstytucyjna | Drugi rząd Sándora Wekerle           |
| 15                              |         | Károly Khuen-Héderváry (1849–1918) | 17 stycznia 1910     | 22 kwietnia 1912     | Narodowa Partia Pracy         | Drugi rząd Károla Khuen-Héderváry    |
| 16                              |         | László Lukács (1850–1932)          | 22 kwietnia 1912     | 10 czerwca 1913      | Narodowa Partia Pracy         | Rząd László Lukácsa                  |
| 17                              |         | István Tisza (1861–1918)           | 10 czerwca 1913      | 15 czerwca 1917      | Narodowa Partia Pracy         | Drugi rząd Istvána Tiszy             |
| 18                              |         | Móric Esterházy (1881–1960)        | 15 czerwca 1917      | 20 sierpnia 1917     | Bezpartyjny                   | Rząd Mórica Esterházy                |
| 19                              |         | Sándor Wekerle (1848–1921)         | 20 sierpnia 1917     | 30 października 1918 | Partia Konstytucyjna 48       | Trzeci rząd Sándora Wekerle          |
| 20                              |         | János Hadik (1863–1933)            | 30 października 1918 | 31 października 1918 | Partia Konstytucyjna 48       | Rząd Jánosa Hadika                   |
| 21                              |         | Mihály Károlyi (1875–1955)         | 31 października 1918 | 16 listopada 1918    | Partia Niepodległościowa      | Rząd Károlyiego                      |

### Węgierska Republika Ludowa (1918–1919)
| Osoba               | Osoba            | Osoba                      | Kadencja          | Kadencja         | Partia polityczna            | Rząd            |
| #                   | Portret          | Imię i nazwisko            | Od                | Do               | Partia polityczna            | Rząd            |
| ------------------- | ---------------- | -------------------------- | ----------------- | ---------------- | ---------------------------- | --------------- |
| Premier (1918–1919) |                  |                            |                   |                  |                              |                 |
| 1                   |                  | Mihály Károlyi (1875–1955) | 16 listopada 1918 | 11 stycznia 1919 | Partia Niepodległościowa     | Rząd Károlyiego |
| —                   |                  | Dénes Berinkey (1871–1944) | 11 stycznia 1919  | 19 stycznia 1919 | Obywatelska Partia Radykalna | Rząd Károlyiego |
| 2                   | 19 stycznia 1919 | Dénes Berinkey (1871–1944) | 21 marca 1919     | Rząd Berinkeya   | Obywatelska Partia Radykalna |                 |

1. ↑  Tymczasowo do 19 stycznia 1919.

### Węgierska Republika Rad
| Osoba          | Osoba   | Osoba                     | Kadencja      | Kadencja        | Partia polityczna            | Rząd         |
| #              | Portret | Imię i nazwisko           | Od            | Do              | Partia polityczna            | Rząd         |
| -------------- | ------- | ------------------------- | ------------- | --------------- | ---------------------------- | ------------ |
| Premier (1919) |         |                           |               |                 |                              |              |
| 1              |         | Sándor Garbai (1879–1947) | 21 marca 1919 | 1 sierpnia 1919 | Socjalistyczna Partia Węgier | Rząd Garbaia |

### Rządy kontrrewolucyjne
| Osoba          | Osoba          | Osoba                               | Kadencja       | Kadencja            | Partia polityczna | Rząd                    |
| #              | Portret        | Imię i nazwisko                     | Od             | Do                  | Partia polityczna | Rząd                    |
| -------------- | -------------- | ----------------------------------- | -------------- | ------------------- | ----------------- | ----------------------- |
| Premier (1919) |                |                                     |                |                     |                   |                         |
| 1              |                | Gyula Károlyi (1871–1947)           | 5 maja 1919    | 31 maja 1919        | Bezpartyjny       | I Rząd Károlyiego       |
| 1              | 31 maja 1919   | Gyula Károlyi (1871–1947)           | 6 czerwca 1919 | II Rząd Károlyiego  | Bezpartyjny       |                         |
| 1              | 6 czerwca 1919 | Gyula Károlyi (1871–1947)           | 12 lipca 1919  | III Rząd Károlyiego | Bezpartyjny       |                         |
| 2              |                | Dezső Pattanyús-Ábrahám (1875–1973) | 12 lipca       | 12 sierpnia 1919    | Bezpartyjny       | Rząd Pattanyús-Ábraháma |

1. ↑  Rząd urzędujący w Arad.
2. 1 2 3  Rząd urzędujący w Segedynie.

### Węgierska Republika Ludowa (1919-1920)
| Osoba | Osoba   | Osoba                        | Kadencja          | Kadencja          | Partia polityczna                 | Rząd            |
| #     | Portret | Imię i nazwisko              | Od                | Do                | Partia polityczna                 | Rząd            |
| ----- | ------- | ---------------------------- | ----------------- | ----------------- | --------------------------------- | --------------- |
| 2     |         | Gyula Peidl (1873–1943)      | 1 sierpnia 1919   | 6 sierpnia 1919   | Socjaldemokratyczna Partia Węgier | Rząd Peidla     |
| 1     |         | István Friedrich (1883–1951) | 6 sierpnia        | 24 listopada 1919 | KNEP                              | Rząd Friedricha |
| 2     |         | Károly Huszár (1882–1941)    | 24 listopada 1919 | 15 marca 1920     | KNEP                              | Rząd Huszára    |

### Królestwo Węgier(1920–1946)
| Osoba                 | Osoba   | Osoba                                             | Kadencja             | Kadencja             | Partia polityczna        | Rząd                  |
| #                     | Portret | Imię i nazwisko                                   | Od                   | Do                   | Partia polityczna        | Rząd                  |
| --------------------- | ------- | ------------------------------------------------- | -------------------- | -------------------- | ------------------------ | --------------------- |
| Premier (1920 - 1946) |         |                                                   |                      |                      |                          |                       |
| 1                     |         | Sándor Simonyi-Semadam (1864–1946)                | 15 marca 1920        | 19 lipca 1920        | KNEP                     | Rząd Simonyi-Semadama |
| 2                     |         | Pál Teleki (1879–1941)                            | 19 lipca 1920        | 14 kwietnia 1921     | KNEP                     | I Rząd Telekiego      |
| 3                     |         | István Bethlen (1874–1946)                        | 14 kwietnia 1921     | 24 sierpnia 1931     | EP                       | Rząd Bethlena         |
| 4                     |         | Gyula Károlyi (1871–1947)                         | 24 sierpnia 1931     | 1 października 1932  | EP                       | IV Rząd Károlyiego    |
| 5                     |         | Gyula Gömbös (1886–1936)                          | 1 października 1932  | 6 października 1936  | NEP                      | Rząd Gömbösa          |
| 6                     |         | Kálmán Darányi (1886–1939)                        | 12 października 1936 | 14 maja 1938         | NEP                      | Rząd Darányiego       |
| 7                     |         | Béla Imrédy (1891–1946)                           | 14 maja 1938         | 16 lutego 1939       | NEP                      | Rząd Imrédyego        |
| 8                     |         | Pál Teleki (1879–1941)                            | 16 lutego 1939       | 3 kwietnia 1941      | MEP                      | II Rząd Telekiego     |
| 9                     |         | László Bárdossy (1890–1946)                       | 3 kwietnia 1941      | 7 marca 1942         | MEP                      | Rząd Bárdossyego      |
| —                     |         | Ferenc Keresztes-Fischer (1881–1948) (tymczasowo) | 7 marca 1942         | 9 marca 1942         | MEP                      | Rząd Bárdossyego      |
| 10                    |         | Miklós Kállay (1887–1967)                         | 9 marca 1942         | 22 marca 1944        | MEP                      | Rząd Kállaya          |
| 11                    |         | Döme Sztójay (1883–1946)                          | 22 marca 1944        | 29 sierpnia 1944     | Bezpartyjny              | Rząd Sztójaya         |
| 12                    |         | Géza Lakatos (1890–1967)                          | 29 sierpnia 1944     | 16 października 1944 | Bezpartyjny              | Rząd Lakatosa         |
| 13                    |         | Ferenc Szálasi (1897–1946)                        | 16 października 1944 | 28 marca 1945        | Partia Strzałokrzyżowców | Rząd Szálasiego       |
| 14                    |         | Béla Miklós (1890–1948)                           | 22 grudnia 1944      | 15 listopada 1945    | Bezpartyjny              | Rząd Miklósa          |
| 15                    |         | Zoltán Tildy (1889–1961)                          | 15 listopada 1945    | 4 lutego 1946        | FKGP                     | Rząd Tildyego         |

### Republika Węgierska(1946–1949)
| Osoba     | Osoba   | Osoba                     | Kadencja        | Kadencja         | Partia polityczna | Rząd          |
| #         | Portret | Imię i nazwisko           | Od              | Do               | Partia polityczna | Rząd          |
| --------- | ------- | ------------------------- | --------------- | ---------------- | ----------------- | ------------- |
| Premierzy |         |                           |                 |                  |                   |               |
| 1         |         | Ferenc Nagy (1903–1979)   | 4 lutego 1946   | 31 maja 1947     | FKGP              | Rząd Nagya    |
| 2         |         | Lajos Dinnyés (1901–1961) | 31 maja 1947    | 10 grudnia 1948  | FKGP              | Rząd Dinnyésa |
| 3         |         | István Dobi (1898–1968)   | 10 grudnia 1948 | 20 sierpnia 1949 | MDP               | Rząd Dobiego  |

### Węgierska Republika Ludowa(1949–1989)
| Osoba     | Osoba   | Osoba                                    | Kadencja             | Kadencja             | Partia polityczna | Rząd                |
| #         | Portret | Imię i nazwisko                          | Od                   | Do                   | Partia polityczna | Rząd                |
| --------- | ------- | ---------------------------------------- | -------------------- | -------------------- | ----------------- | ------------------- |
| Premierzy |         |                                          |                      |                      |                   |                     |
| 1         |         | István Dobi (1898–1968)                  | 20 sierpnia 1949     | 14 sierpnia 1952     | MDP               | Rząd Dobiego        |
| 2         |         | Mátyás Rákosi (1892–1971)                | 14 sierpnia 1952     | 4 lipca 1953         | MDP               | Rząd Rákosiego      |
| 3         |         | Imre Nagy (1896–1958)                    | 4 lipca 1953         | 18 kwietnia 1955     | MDP               | I Rząd Imre Nagya   |
| 4         |         | András Hegedüs (1922–1999)               | 18 kwietnia 1955     | 24 października 1956 | MDP               | Rząd Hegedüsa       |
| 5         |         | Imre Nagy (1896–1958)                    | 24 października 1956 | 3 listopada 1956     | MDP               | II Rząd Imre Nagya  |
| -         |         | Imre Nagy (1896–1958) (Rząd Rewolucyjny) | 24 października 1956 | 3 listopada 1956     | MDP               | III Rząd Imre Nagya |
| 6         |         | János Kádár (1912–1989)                  | 4 listopada 1956     | 28 stycznia 1958     | MSZMP             | I Rząd Kádára       |
| 7         |         | Ferenc Münnich (1886–1967)               | 28 stycznia 1958     | 13 września 1961     | MSZMP             | Rząd Münnicha       |
| 8         |         | János Kádár (1912–1989)                  | 13 września 1961     | 30 czerwca 1965      | MSZMP             | II Rząd Kádára      |
| 9         |         | Gyula Kállai (1910–1996)                 | 30 czerwca 1965      | 14 kwietnia 1967     | MSZMP             | Rząd Kállaia        |
| 10        |         | Jenő Fock (1916–2001)                    | 14 kwietnia 1967     | 15 maja 1975         | MSZMP             | Rząd Focka          |
| 11        |         | György Lázár (1924–2014)                 | 15 maja 1975         | 25 czerwca 1987      | MSZMP             | Rząd Lázára         |
| 12        |         | Károly Grósz (1930–1996)                 | 25 czerwca 1987      | 24 listopada 1988    | MSZMP             | Rząd Grósza         |
| 13        |         | Miklós Németh (1948–)                    | 24 listopada 1988    | 23 października 1989 | MSZMP             | Rząd Németha        |

### Republika Węgierska(1989–2012),Węgry(od 2012)
| Osoba     | Osoba          | Osoba                     | Kadencja             | Kadencja                    | Partia polityczna | Rząd                         |
| #         | Portret        | Imię i nazwisko           | Od                   | Do                          | Partia polityczna | Rząd                         |
| --------- | -------------- | ------------------------- | -------------------- | --------------------------- | ----------------- | ---------------------------- |
| Premierzy |                |                           |                      |                             |                   |                              |
| 1         |                | Miklós Németh (1948–)     | 23 października 1989 | 23 maja 1990                | MSZP              | Rząd Németha                 |
| 2         |                | József Antall (1932–1993) | 23 maja 1990         | 12 grudnia 1993             | MDF               | Rząd Antalla                 |
| 3         |                | Péter Boross (1928–)      | 12 grudnia 1993      | 15 lipca 1994               | MDF               | Rząd Borossa                 |
| 4         |                | Gyula Horn (1932–2013)    | 15 lipca 1994        | 6 lipca 1998                | MSZP              | Rząd Horna                   |
| 5         |                | Viktor Orbán (1963–)      | 6 lipca 1998         | 27 maja 2002                | Fidesz            | Pierwszy rząd Viktora Orbána |
| 6         |                | Péter Medgyessy (1942–)   | 27 maja 2002         | 29 września 2004            | Bezpartyjny       | Rząd Medgyessyego            |
| 7         |                | Ferenc Gyurcsány (1961–)  | 29 września 2004     | 14 kwietnia 2009            | MSZP              | Rząd Gyurcsánya              |
| 8         |                | Gordon Bajnai (1968–)     | 14 kwietnia 2009     | 29 maja 2010                | Bezpartyjny       | Rząd Gordona Bajnaia         |
| 9         |                | Viktor Orbán (1963–)      | 29 maja 2010         | 6 czerwca 2014              | Fidesz            | Drugi rząd Viktora Orbána    |
| 9         | 6 czerwca 2014 | Viktor Orbán (1963–)      | 18 maja 2018         | Trzeci rząd Viktora Orbána  | Fidesz            |                              |
| 9         | 18 maja 2018   | Viktor Orbán (1963–)      | 24 maja 2022         | Czwarty rząd Viktora Orbána | Fidesz            |                              |
| 9         | 24 maja 2022   | Viktor Orbán (1963–)      | nadal                | Piąty rząd Viktora Orbána   | Fidesz            |                              |